# الحديقة الوطنية بجزيرة بونافنتور وصخرة نيز
الحديقة الوطنية بجزيرة بونافنتور وصخرة نيزهي عبارة عن محمية مشكلة من جزيرتين هي جزيرة بونافنتور وصخرة نيز وهي تقع بالقرب من قرية نيز بمقاطعة كيبيك في خليج سانت لورنس . وتبلغ مساحتها 5.8 كم2 وهي جزء من جامعة المرافق في الهواء الطلق في كيبيك (SÉPAQ).
- وهي تستضيف أكبر مستعمرة لطيور الأطيش الشمالي في العالم وتم تعيين هذه الحديقة الوطنية أيضا محمية الطيور المهاجرة من قبل الحكومة الكندية.

## الجغرافيا
- الحديقة الوطنية تبلغ مساحة 5.8 كم2 وتشمل جزيرة بونافنتور وصخرة نيز وتقع بالقرب من قرية نيز . ولكنه يفصل عناه بحر مضيق صغير وللوصول للحظيرة يجب اتئجار قارب سياحي .

## الجيولوجيا
- على الرغم من صغر حجمها إلا أن الحظيرة الوطنية غنية جيولوجيا، فصخوره تتكون من الحجر الجيري متحجر يعود تاريخها إلى العصر الديفوني (حوالي 400 مليون سنة) بالنسبة لصخرة نيز ، أما جزيرة بونافنتور تشكلت من تكتلات من صخور الرواهص من العصر الكربوني.

## البيئة الطبيعية

### النباتات
- وجدت في الحظيرة 387 نوع من النباتات .

### الحيوانات
- أعطى حجم الجزيرة الصغير والمعزول في تواجد 16 نوعا من الثدييات فقط، نجد منها ثلاثة أكلة لحوم كالثعلب الأحمر ،أو القاقم ، أو ابن عرس طويل الذيل. أما الثدييات الصغيرة فيوجد خفاش الأسمر الصغير، وأرنب حذاء الثلجي ، وفأر الحقل الأحمر ، وفأر الأبيض القدم .وتتردد على مياه الحظيرة عدة أنواع من الثدييات البحرية، منها فقمة الميناء ، والفقمة الرمادية، دلفين المرفأ ، دلفين الأبيض الجانب ، حوت المنك ، الحوت السنامي، الحوت الأزرق، الحوت الزعنفي، حوت شمال الأطلسي الصائب.
- أما طيور الحديقة فهي الأكثر تواجدا بحيث يزور الحظيرة 224 نوعا بما في ذلك 60 سلالة هناك . ويقدر عدد الطيور هناك بحوالي 350.000 طائر تعتبر طيور الأطيش الشمالي أكثرها ب 200.000 طائر .

## التاريخ
- شهدت الحديقة مطلع القرن العشرين تدهور مصائد الأسماك في عام 1971 ، مما أدى إلى حكومة كيبيك أن تضم جزيرة بونافنتور إليها، وحولتها بالإضافة إلى صخرة نيز إلى محمية طبيعية عام 1974 .
- في 6 فبراير 1985 ، تم الجمع بين هذين المحميتين وتحويلها إلى حظيرة سميت الحظيرة الوطنية لجزيرة بونافتنور وصخرة نيز.

## محمية الطيور المهاجرة
- في عام 1919 ، عينت الحكومة الاتحادية في كيبيك الجزيرة والصخرة ملاذا للطيور المهاجرة وذلك لحمايتها، وذلك أساسا لطيور الأطيش الشمالي التي تعشش في الحظيرة وتستغلها أرض للجوء، تبلغ مساحة الحظيرة 12.95 كم2 تشمل كلا من منطقة الحظيرة الوطنية والمياه المحيطة بها.

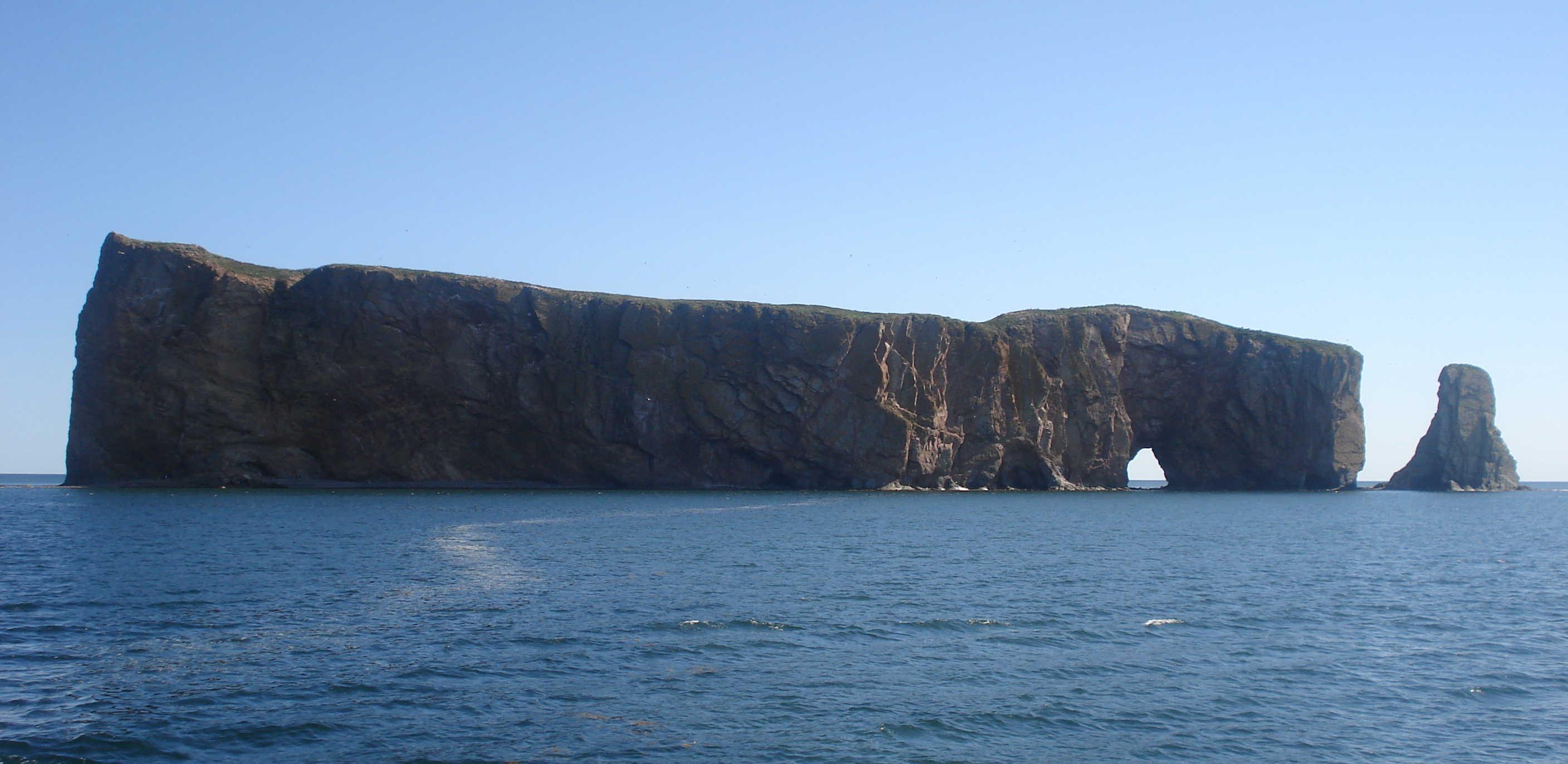
صخرة نيز
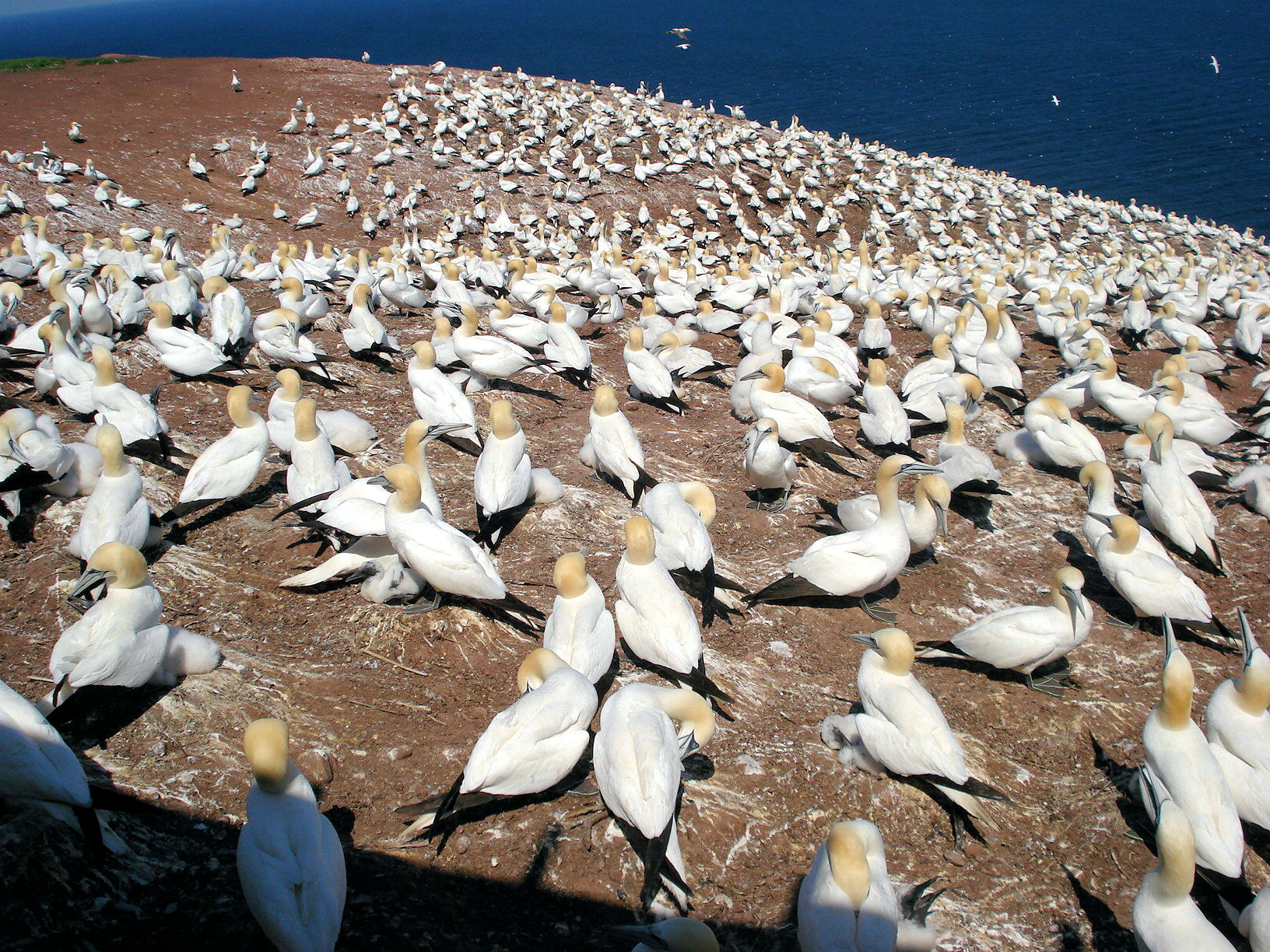
طيور الأطيش الشمالي محيطة بالجزيرة